# گروه کلوپ بی‌کسان گروهبان فلفل
گروه کلوپ بی‌کسان گروهبان فلفل (به انگلیسی: Sgt. Pepper's Lonely Hearts Club Band) یا ساده‌تر، گروهبان فلفل، نام هشتمین آلبوم از گروه بیتلز است. این آلبوم در اواخر ماه مه ۱۹۶۷ میلادی عرضه شد. مجله رولینگ استون این آلبوم را به عنوان یکی از برترین و مهم‌ترین آلبوم تمام تاریخ موسیقی معرفی می‌کند.
طرح جلد این آلبوم نیز مورد تحسین بسیاری از منتقدان موسیقی قرار گرفت؛ طرحی که توسط پل مک‌کارتنی یکی از اعضای گروه پیشنهاد شد. گروهبان فلفل باعث موفقیت بزرگ تجاری و جهانی برای بیتل‌ها شد. این آلبوم ۲۷ هفته در صدر جدول‌های برترین آلبوم‌های انگلیس و ۱۵ هفته در صدر بیلبورد ۲۰۰ ایالات متحده باقی ماند.
آلبوم در سال ۱۹۶۸ برنده چهار جایزه گرمی و نامزد سه جایزه شد که برای بیتلز موفقیت بزرگی بود.

## لیست آهنگ‌ها

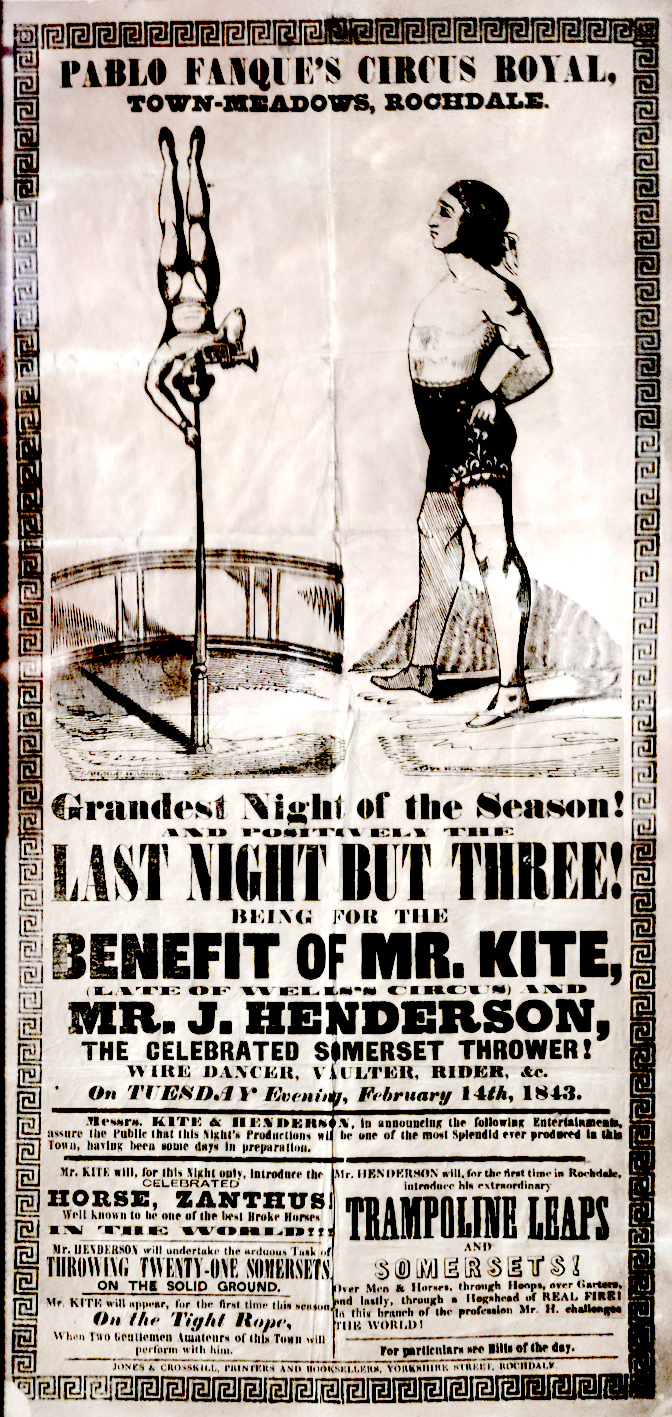
آهنگ بیتلز " به نفع آقای کایت بودن! " از این پوستر ۱۸۴۳ الهام گرفته شده است که نمایشی از شرکت سیرک سلطنتی پابلو فانکه را تبلیغ می‌کند.

| بخش اول | بخش اول                         | بخش اول          | بخش اول |
| شماره   | نام                             | خواننده اصلی     | مدت     |
| ------- | ------------------------------- | ---------------- | ------- |
| ۱.      | «گروه کلوپ بی‌کسان گروهبان فلفل» | مک‌کارتنی         | ۲:۰۲    |
| ۲.      | «با ذره‌ای کمک از دوستانم»       | استار            | ۲:۴۴    |
| ۳.      | «لوسی در آسمان با الماس‌ها»      | لنون             | ۳:۲۸    |
| ۴.      | «بهتر شدن»                      | مک‌کارتنی         | ۲:۴۸    |
| ۵.      | «تعمیر کردن یک سوراخ»           | مک‌کارتنی         | ۲:۳۶    |
| ۶.      | «او دارد خانه را ترک می‌کند»     | مک‌کارتنی با لنون | ۳:۳۵    |
| ۷.      | «بودن برای سود آقای کایت»       | لنون             | ۲:۳۷    |

| بخش دوم | بخش دوم                                               | بخش دوم                 | بخش دوم |
| شماره   | نام                                                   | خواننده اصلی            | مدت     |
| ------- | ----------------------------------------------------- | ----------------------- | ------- |
| ۱.      | «در تو و بی تو» (هریسون)                              | هریسون                  | ۵:۰۴    |
| ۲.      | «زمانی که شصت و چهار ساله شوم»                        | مک‌کارتنی                | ۲:۳۷    |
| ۳.      | «ریتای دوست داشتنی»                                   | مک‌کارتنی                | ۲:۴۲    |
| ۴.      | «صبح بخیر صبح به خیر»                                 | لنون                    | ۲:۴۱    |
| ۵.      | «گروه کلوپ بی‌کسان گروهبان فلفل (ترانه) (نسخه تکراری)» | لنون، مک‌کارتنی و هریسون | ۱:۱۹    |
| ۶.      | «روزی از زندگی»                                       | مک‌کارتنی با لنون        | ۵:۳۹    |

| بررسی انتقادی      | بررسی انتقادی |
| منبع               | رتبه‌بندی      |
| ------------------ | ------------- |
| آل‌میوزیک           | 5/5 ستاره     |
| رابرت کریس‌تیگو     | (الف)         |
| کراوددی!           | 5/5 ستاره     |
| دیلی تلگراف        | 5/5 ستاره     |
| پیچفورک مدیا       | (۱۰/۱۰)       |
| کیو                | 5/5 ستاره     |
| رولینگ استون       | مطلوب         |
| رولینگ استون آلبوم | 5/5 ستاره     |
| رولینگ استون رکورد | 4/5 ستاره     |
| اسپوتنیک موزیک     | 5/5 ستاره     |

## جوایز و نامزدها
آنها در گرمی نامزد هفت جایزه شدند که چهار جایزه را از آن خود کردند.
| سال  | برنده                         | بخش                           |
| ---- | ----------------------------- | ----------------------------- |
| ۱۹۶۸ | گروه کلوپ بی‌کسان گروهبان فلفل | جایزه سال                     |
| ۱۹۶۸ | گروه کلوپ بی‌کسان گروهبان فلفل | برترین جلد کاور آلبوم گرافیکی |
| ۱۹۶۸ | گروه کلوپ بی‌کسان گروهبان فلفل | برترین آلبوم ضبط شده مدرن     |
| ۱۹۶۸ | گروه کلوپ بی‌کسان گروهبان فلفل | برترین آلبوم معاصر            |

نامزدها
| سال  | نامزد                         | بخش                         |
| ---- | ----------------------------- | --------------------------- |
| ۱۹۶۸ | گروه کلوپ بی‌کسان گروهبان فلفل | برترین آلبوم اجرا گروهی     |
| ۱۹۶۸ | گروه کلوپ بی‌کسان گروهبان فلفل | برترین اجرای دو یا چند نفره |
| ۱۹۶۸ | "روزی از زندگی"               | بهترین تنظیم                |